# Бухарски емират
Бухарски емират (на узбекски: Buxoro Amirligi; на таджикски: Аморати Бухоро; на персийски: امارت بخارا; на руски: Бухарский эмират) е държава, съществувала в периода от 1785 до 1920 година. В периода от 1868 до 1917 година е протекторат на Руската империя.
Държавата престава да съществува след като на 2 септември 1920 година Червената армия окупира Бухара и на 8 октомври образува на нейно място Бухарска народна съветска република.